# باتريك ألتونن
باتريك ألتونن (بالفنلندية: Patrick Aaltonen)‏ هو لاعب كرة قدم فنلندي في مركز ظهير ‏، ولد في 18 مارس 1994 في رايسيو في فنلندا. شارك مع منتخب فنلندا تحت 17 سنة لكرة القدم ومنتخب فنلندا تحت 21 سنة لكرة القدم. أما مع النوادي، فقد لعب مع اتش آي اف كي وهونكا.

## وصلات خارجية
- باتريك ألتونن على موقع الاتحاد الأوربي (الإنجليزية)
- باتريك ألتونن على موقع قاعدة بيانات كرة القدم.إي يو (الإنجليزية)
- باتريك ألتونن على موقع Soccerway.com (الإنجليزية)